# Grand Island (banda)
Grand Island é uma banda norueguesa de rock alternativo. Lançou seu primeiro álbum Say No to Sin em 2006, seu segundo Boys and Brutes em 2008 e seu terceiro Songs From Östra Knoll 1.22 em 2010. 
A banda recebeu grande projeção em sua terra natal quando foi indicada ao Spellemannprisen em 2008, a versão norueguesa do Grammy Award.

## Discografia
- Say No to Sin (2006)
- Boys and Brutes (2008)
- Songs From Östra Knoll 1:22 (2010)